# Windsor (Nowa Szkocja)
Windsor (do 1764 Pisiquid) – miejscowość (community; 1878–2020 miasto) w kanadyjskiej prowincji Nowa Szkocja, ośrodek hrabstwa Hants, nad rzeką Avon River, podjednostka podziału statystycznego (census subdivision). Według spisu powszechnego z 2016 obszar miasta to: 9,11 km², a zamieszkiwało wówczas ten obszar 3648 osób (gęstość zaludnienia 400,6 os./km²), natomiast cały obszar miejski (population centre) zamieszkiwało 5248 osób.
Miejscowość, która pierwotnie nosiła w czasie zasiedlenia przez francuskojęzycznych Akadyjczyków miano Pisiquid (Pisiguit) pochodzące od określenia pobliskiego obszaru w języku mikmak Pesegitk (tj. „wpłynięcie do morza” lub „tam, gdzie fala pływowa się rozdziela”), po rozpoczęciu zasiedlań przez poddanych brytyjskich od 24 grudnia 1764 przyjęła nazwę współcześnie używaną od Windsoru w Anglii, od końca XVIII w. do 1920 (pożar miasta) siedziba najstarszej nowoszkockiej uczelni wyższej King’s College, a w 1878 otrzymała ona status miasta (town), który utraciła 1 kwietnia 2020 w wyniku utworzenia regional municipality West Hants.